# Reserva natural integral de Los Islotes
La reserva natural integral de los Islotes es un espacio natural protegido que comprende los islotes de Montaña Clara y de los roques del Oeste y del Este, territorios insulares del archipiélago Chinijo, al norte de Lanzarote, España, administrativamente dependientes del municipio de Teguise.

## Historia
Los islotes de Montaña Clara y los Roques del Este y del Oeste están incluidos desde 1983 en el Plan de Protección y Catalogación de Espacios Naturales de Lanzarote, que en 1986 obtuvo la declaración de parque natural de Los Islotes del norte de Lanzarote y de los riscos de Famara, renombrado en 1994 como  Parque Natural del Archipiélago Chinijo donde sigue incluida la reserva. Es en ese mismo año cuando se contempla por primera vez la figura de protección específica de reserva natural integral, dadas las características particulares de estos tres islotes y en virtud de "la protección de ecosistemas, comunidades o elementos biológicos o geológicos que, por su rareza, fragilidad, representatividad, importancia o singularidad merecen una valoración especial."
Además de estas dos figuras de protección los islotes se encuentran dentro de la Reserva Marina de Interés Pesquero de la isla de La Graciosa e islotes del Norte de Lanzarote, desde 1995. Asimismo se incluye en una zona especial de protección para las aves (ZEPAs) desde 1979. Desde 1993 es "zonas núcleo" estrictamente protegida de la Reserva de la Biosfera de Lanzarote, como ejemplo de ecosistemas naturales mínimamente perturbados. Y finalmente, la zona es el lugar de importancia comunitaria de Los Islotes (epígrafe ES7010044).

## Naturaleza
Los tres islotes representan una muestra bien conservada de la geología insular, destacando las estructuras de tipo hidromagmático, que conforman un paisaje natural de gran belleza y singularidad y contiene yacimientos paleontológicos de gran interés científico.

#### Fauna
Entre la fauna presente destacan el paíño pechialbo (Pelagodroma marina hypoleuca), el águila pescadora (Pandion haliaetus haliaetus), el halcón de Eleonor (Falco eleonorae) y el halcón tagarote (Falco pelegrinoides pelegrinoides) junto a otras especies de avifauna; además de la musaraña canaria (Crocidura canariensis).
Por otro lado alberga unos 100 taxones de invertebrados terrestres, siendo de especial importancia el endemismo Campyloneuropsis fulva, una chinche presente exclusivamente en el Roque del Este.

### Flora
La reserva contiene un número relativamente elevado de plantas vasculares que asciende a más de 100 taxones, concentrados principalmente en Montaña Clara. Destacan dos taxones endémicos de Lanzarote e islotes (Echium lancerottense y Spergularia fimbriata ssp. interclusa), siete de Fuerteventura, Lanzarote e islotes (Caralluma burchardii, Nauplius intermedius, Helianthemum canariense, Lotus lancerottensis, Micromeria varia ssp. rupestris, Limonium papillatum var. papillatum y Kickxia sagittata), cuatro de Canarias (Kleinia neriifolia, Reseda lancerotae, Forsskaolea angustifolia y Pancratium canariense) y tres del área macaronésica (Patellifolia procumbens, Rubia fruticosa y Asparagus nesiotes).

## Galería

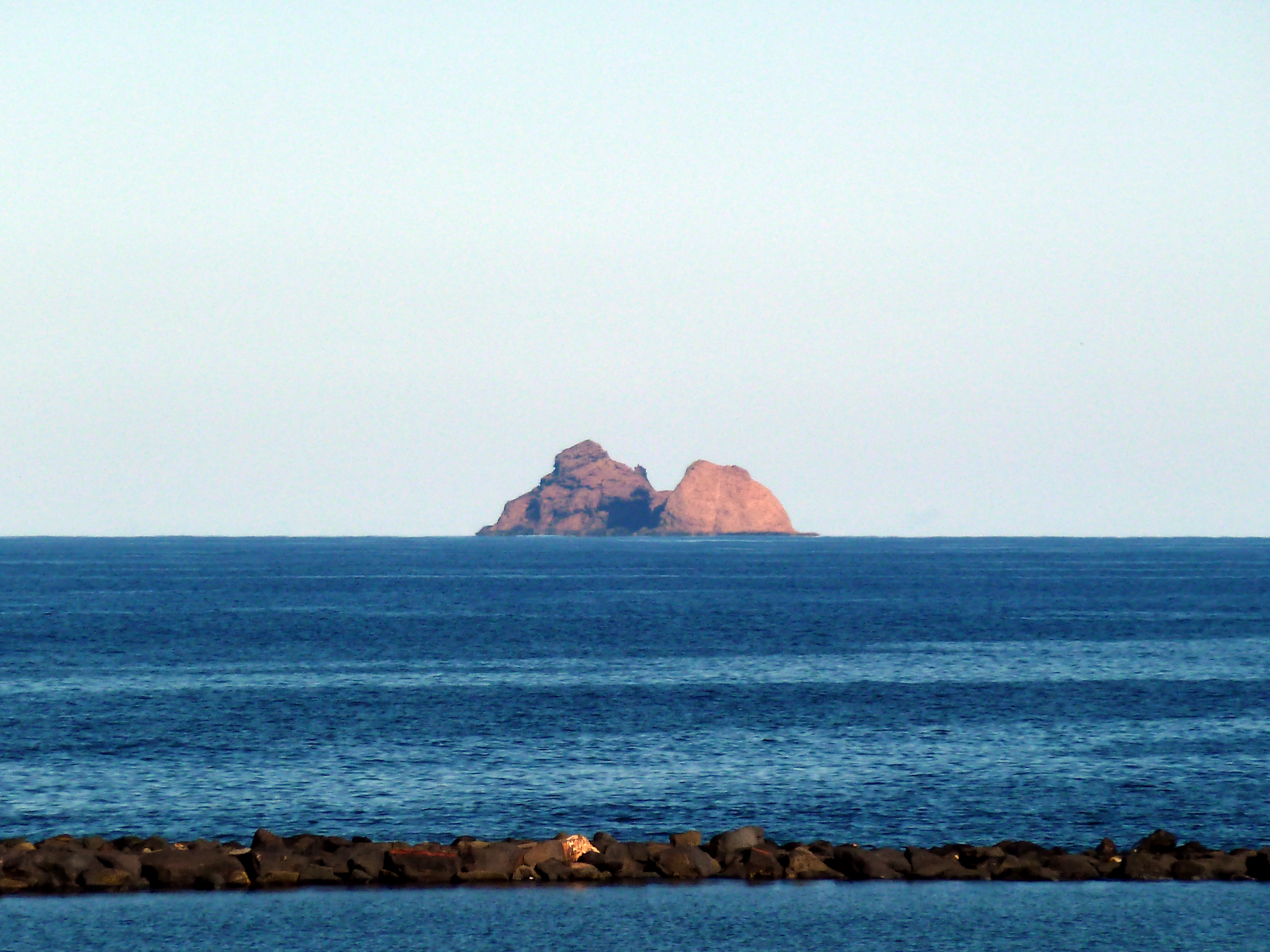
Roque del Este desde Órzola.
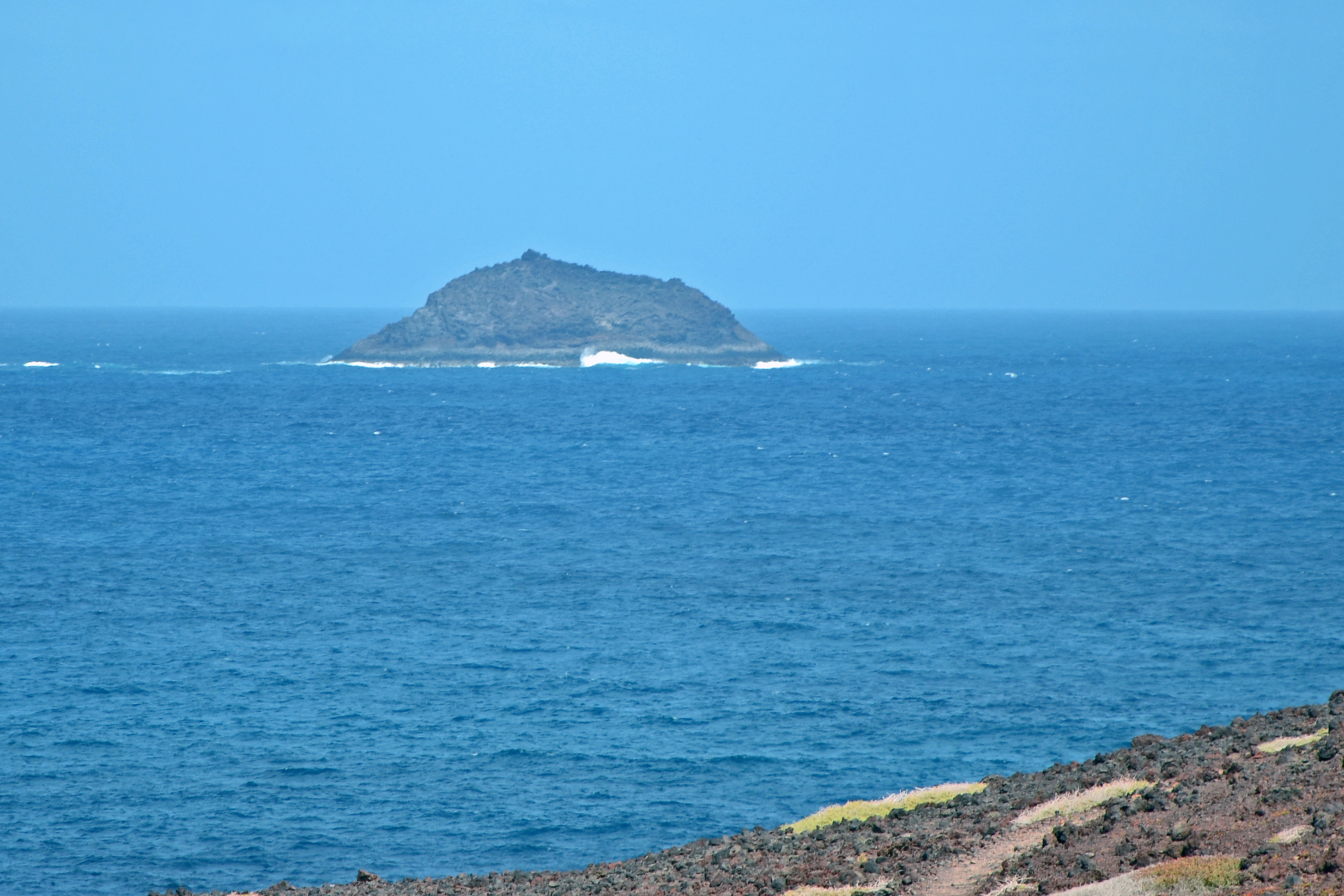
Roque del Oeste.
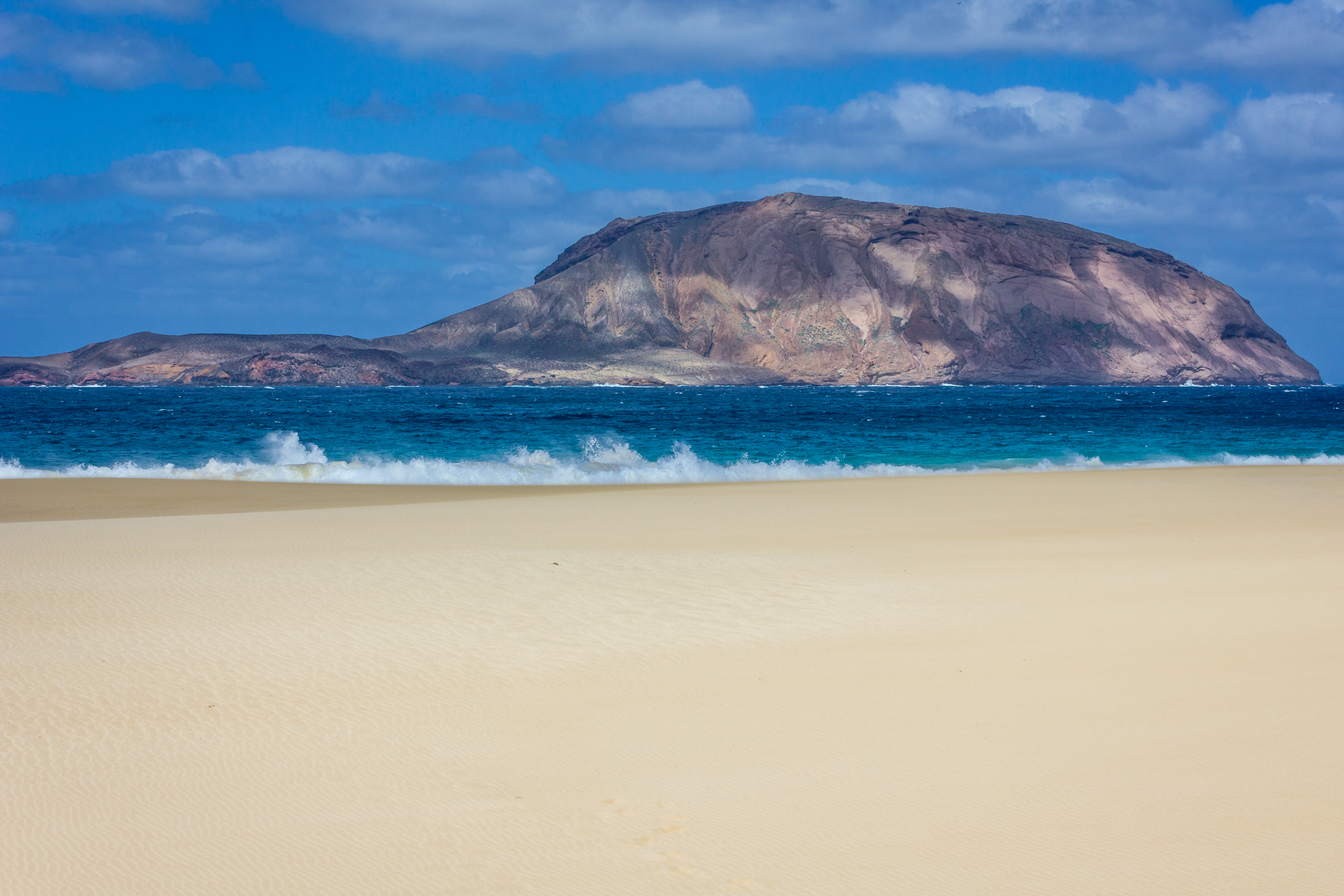
Montaña Clara desde la Playa de las Conchas (La Graciosa).
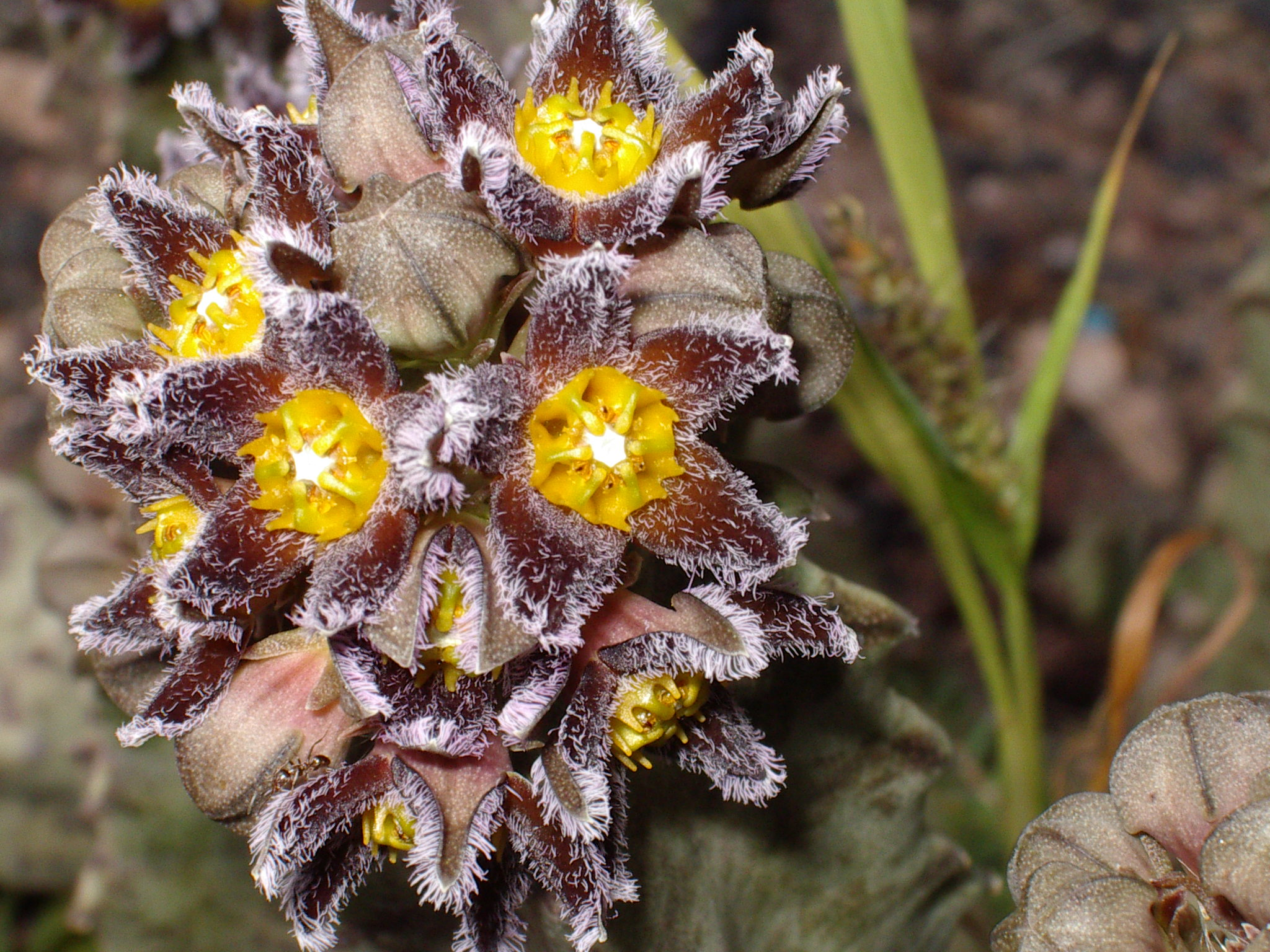
Cuernúa (Caralluma burchardii).
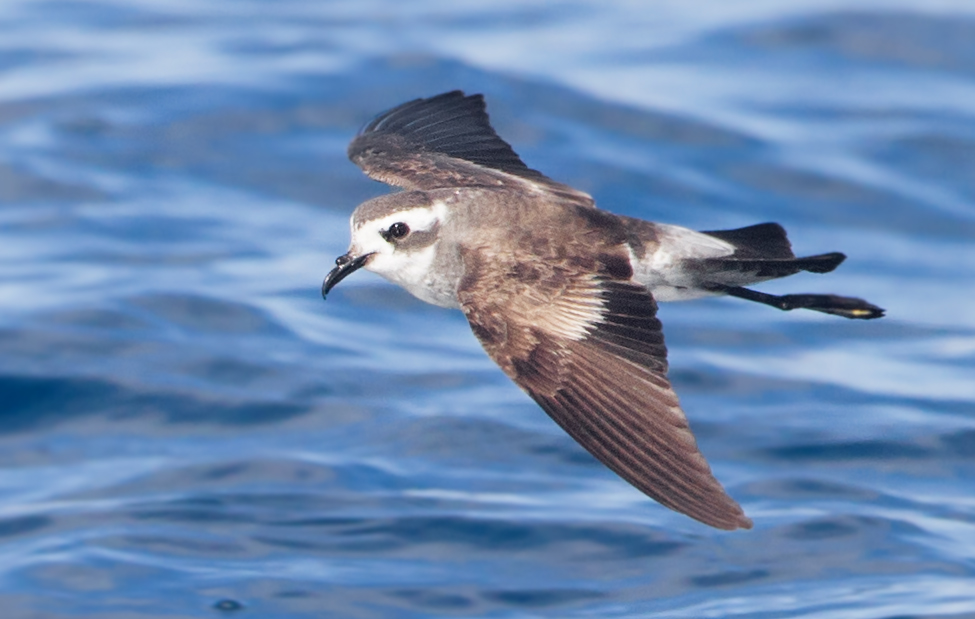
Paiño pechialbo (Pelagodroma marina).